# Daesan-myeon, Gochang-gun
Daesan-myeon (koreanska: 대산면) är en socken i den sydvästra delen av Sydkorea, 250 km söder om huvudstaden Seoul. Den ligger i kommunen Gochang-gun i provinsen Norra Jeolla.